# Capo Pertusato
Il capo Pertusato (in francese cap Pertusato, in corso capu Partusatu, in bonifacino cavu Pertüsaiu) è il punto più a sud della Corsica. Si trova a 5 km a sud-est di Bonifacio.
Su di esso è presente il faro di Capo Pertusato, attivato nel 1844 alto 116 metri la cui luce è visibile da 46 km. Presso il faro è ubicata la stazione meteorologica di Capo Pertusato, di tipo automatico, contrassegnata dal codice WMO 07770: per chi ha la radio VHF è possibile chiamare sul canale 10 (16 se non disponibile) la stazione meteorologica ivi collocata che fornisce informazioni meteomarine e sulle condizioni di navigabilità.
Dal capo sono visibili l'isola di Cavallo e Lavezzi a est, e il profilo della Sardegna con capo Testa a sud.